# Youth for Exchange and Understanding
Youth for Exchange and Understanding - (Młodzież dla Wymiany i Zrozumienia) jest międzynarodową organizacją młodzieżową. Została założona w 1986 w Strasburgu przez grupę 120 osób z 11 krajów. W 1989 YEU została członkiem European Coordination Bureau. Należy do  Europejskiego Forum Młodzieżowego.
Obecnie YEU skupia prawie 30 organizacji członkowskich z Europy, Azji i Afryki. W ciągu 20 lat działalności YEU zorganizowała wiele wymian międzynarodowych (seminariów, konwencji) w całej Europie poświęconych m.in. edukacji międzykulturowej, prawom człowieka, społeczeństwu obywatelskiemu, aktywizacji młodzieży, ekologii i wielu innym. Do tej pory w projektach YEU wzięło udział blisko 5000 uczestników.